# Poritia regia
Poritia regia är en fjärilsart som beskrevs av Evans 1921. Poritia regia ingår i släktet Poritia och familjen juvelvingar. Inga underarter finns listade i Catalogue of Life.